# Sergio Reynoso
Sergio Reynoso (Cidade do México, 17 de maio de 1952) é um ator e produtor mexicano. 

## Biografia
Sergio é filho do grande ator, diretor e cantor mexicano David Reynoso e irmão do também ator Jorge Reynoso.
Estreou na carreira artística em 1975, atuando em filmes. Na televisão estreou em 1996, na novela La antorcha encendida, produzida por Ernesto Alonso.
Posteriormente participou de várias novelas como ator co-estrelar, entre elas Rosalinda, Abrázame muy fuerte, El manantial e Amarte es mi pecado. 
Em 2005 protagonizou sua primeira novela Barrera de amor, junto com Yadhira Carrillo.

## Carreira

### Telenovelas
- A.mar, donde el amor teje sus redes (2025) - Gonzalo Bravo
- El Conde: Amor y honor (2024) - Alfredo Gallardo
- Mi camino es amarte (2022-23) - Humberto Santos
- Los ricos también lloran (2022) - Ramiro Domínguez[6]
- La mexicana y el güero (2021-22) - Férmin Santoyo
- Como tú no hay dos (2020) - Félix Cortéz "El Bacalao"[7]
- Ringo (2019) - Augusto Llorente
- Sin tu mirada (2017-18) - Margarito Pietro
- El bienamado (2017) - Mateo
- Camelia, la texana (2014)
- La tempestad (2013) - Comandante Robles
- Rosario (2013) - Manuel Pérez
- Mar de amor (2009-2010) - Antonio Ruiz
- Mi pecado (2009) - Ernesto Mendizábal
- Fuego en la sangre (2008) - Alejandro Reyes
- Muchachitas como tú (2007) - Alfredo Flores Palacios
- Barrera de amor (2005-2006) - Luis Antonio Romero
- Amarte es mi pecado (2004) - Félix Palacios García
- Mujer, casos de la vida real (2002)
- El manantial (2001-2002) - Fermín Aguirre
- Abrázame muy fuerte (2000) - Hernán Muñoz
- Tres mujeres (1999) - Adolfo Treviño
- Rosalinda (1999) - Agustín Morales
- La mentira (1998) - Lic. Ernesto Salce
- La antorcha encendida (1996) - Don José María Morelos y Pavón

#### Series
- El extraño retorno de Diana Salazar (2024) - Emiliano Salazar
- Gossip Girl: Acapulco (2013)
- Como dice el dicho (2011-2012) - Manuel (2 episodios)
- Hermanos y detectives (2009)
- Adictos (2009) - Comandante Ajenjo
- Mujer, casos de la vida real - Vários personagens (2002)

### Cinema
- Doble secuestro (2003) - Alejandro Orozco
- El rey de los coleaderos (2001) - Santos Rentería
- Billete verde (1999)
- Cuentas claras (1999) - Gálvez
- Por tu culpa (1998)
- El caporal (1997) - Juan Arriaga
- La escolta muerte en primavera (1997) - Comandante Ambríz
- El llamado de la sangre (1996)
- Viajero (1996) - Androz
- Buscando salida (1995) - Luis
- Condenada para un inocente (1995)
- Chantaje complot criminal (1995)
- Reto de ley (1995)
- Duelo final (1994)
- El vengador de Sinaloa (1994) - Jaime Reyes / Benito Galarza
- Cuestión de honor (1993) - Ronco
- Que me siga la tambora (1993)
- La furia de un gallero (1992)
- Mafia mexicana (1992)
- La leyenda del escorpión (1991)
- Gavilán o paloma (1985)
- Las fuerzas vivas (1975)

## Prêmios e Indicações

### Prêmio TVyNovelas 2018
| Categoria              | Telenovela    | Resultado |
| ---------------------- | ------------- | --------- |
| Melhor ator de reparto | Sin tu mirada | Nominado  |